# Nostratiska språk
Nostratiska språk är en hypotetisk "superfamilj" omfattande flera olika språkfamiljer, däribland den indoeuropeiska. Kort efter att den indoeuropeiska språkfamiljen identifierats började man försöka länka samman den med andra språkfamiljer. Dessa ansträngningar hade viss framgång, men resultaten är fortfarande kontroversiella inom historisk lingvistik. 
Franz Bopp var först med att teoretisera ett samband mellan indoeuropeiska språk och den malajiska språkätten (1840). Senare såg Bopp ett samband mellan indoeuropeiska och sydkaukasiska språk. På 1860-talet funderade Rudolf von Raumer och Graziado Ascoli över likheter mellan indoeuropeiska och semitiska språk. 1879 fann Vilhelm Thomsen likheter mellan indoeuropeiska och finsk-ugriska språk.
Termen "nostratisk" har myntats av Holger Pedersen. Hans förklaring till ordets ursprung är latinets nostras, det vill säga vår landsman. Pedersens nostratiska teori omfattade indoeuropeiska språk, finsk-ugriska språk, eskimåspråk, jukagiriska, kaukasiska, manchuriska, mongolspråk, samojediska, semitiska språk och turkspråk. 
I USA och Sovjetunionen var intresset för nostratiska teorier stort under 1970- och 1980-talen. Det är främst på det nostratiska fältet som sovjetiska språkvetare har blivit internationellt uppmärksammade, inte minst för deras utvecklande av metoder att rekonstruera nostratiska ordrötter (nostratiskt lexikon). Främst bland dessa är Vladislav M. Illitch-Svitych och Aron Dolgopolsky. Bland de amerikanska nostratikerna är Joseph Greenberg bäst känd. 
Den första nostratiska konferensen hölls i Moskva 1972. En amerikansk konferens har hållits i Ann Arbor, Michigan 1988. 
De nostratiska språken innefattar traditionellt följande språkfamiljer:
- Indoeuropeiska språk
- Uraliska språk
- Altaiska språk
- Afroasiatiska språk
- Kartveliska
- Dravidiska språk

Därutöver inkluderar vissa forskare även:
- Elamitiska
- Nivchiska
- Tjuktji-kamtjatkanska språk
- Sumeriska
- Eskimåisk-aleutiska språk